# Castelnuovo Don Bosco
Castelnuovo Don Bosco, tidigare Castelnuovo d'Asti, är en ort och kommun i provinsen Asti i regionen Piemonte i Italien. Kommunen hade 3 167 invånare (2018).
En av stadens sevärdheter är basilikan invigd åt helgonet Don Giovanni Bosco, som kom från trakten och har Castelnuovo Don Bosco uppkallat efter sig.